# Ahrnsbrak-Gletscher
Der Ahrnsbrak-Gletscher ist ein Gletscher in den Enterprise Hills in der Westantarktis. Er fließt in östlicher, dann nordöstlicher Richtung zwischen den Bergen Sutton Peak und Shoemaker Peak, bis er schließlich zusammen mit dem nördlicheren Henderson-Gletscher auf das Eis am Ende des größeren Union-Gletschers trifft.
Der Gletscher wurde von United States Geological Survey im Rahmen der Erfassung der Enterprise Hills in den Jahren 1961 bis 1966 durch Vermessungen vor Ort und Luftaufnahmen der United States Navy kartografiert. Er wurde vom Advisory Committee on Antarctic Names nach dem US-amerikanischen Glaziologen William Frederick Ahrnsbrak (* 1942) von der Ohio State University benannt, der 1965 als Teilnehmer des United States Antarctic Research Program auf der Palmer-Station arbeitete.

## Weblink
- Ahrnsbrak Glacier auf geographic.org (englisch)